# Wadim Nikolajewitsch Krasnoselski

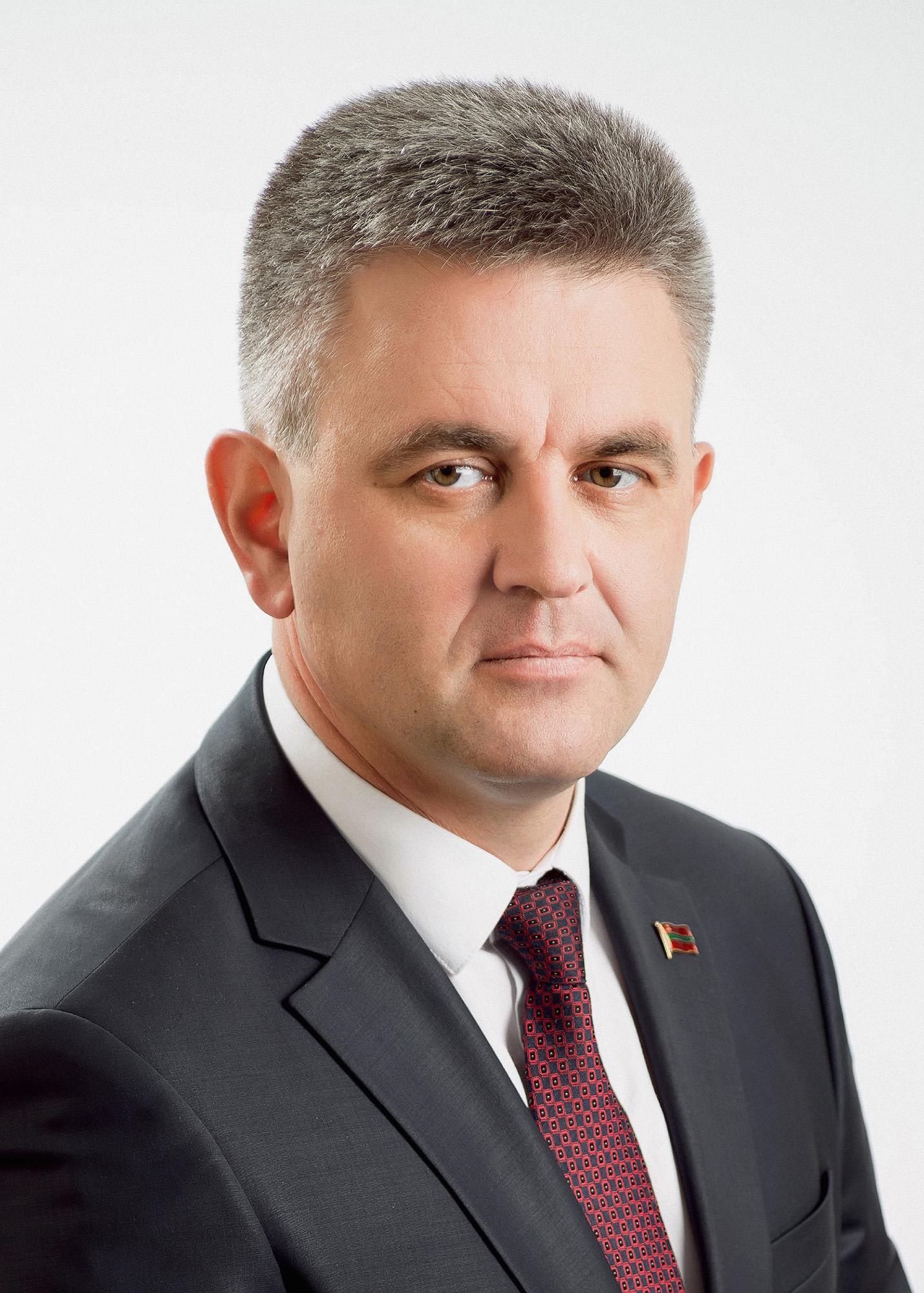
Wadim Krasnoselski (2016)

Wadim Nikolajewitsch Krasnoselski (russisch Вадим Николаевич Красносельский; * 14. April 1970 im Dorf Daurija im Rajon Sabaikalsk, Oblast Tschita, RSFSR, Sowjetunion) ist ein transnistrischer Politiker und seit dem 16. Dezember 2016 Präsident des international nicht anerkannten Transnistriens.

## Leben
Nachdem Wadim Krasnoselskis Vater als sowjetischer Soldat 1978 nach Bender versetzt worden war, zog die Familie in die Moldauische SSR. In Bender erlangte Krasnoselski 1987 die Hochschulreife und begann im selben Jahr ein Studium am Polytechnischen Institut im ukrainischen Odessa, wechselte jedoch im selben Jahr an eine Militärschule ins ostukrainische Charkiw. Auch nach dem Zerfall der Sowjetunion blieb Krasnoselski zunächst noch in der Ukraine und schloss 1993 dort sein Studium ab.
Anschließend kehrte er nach Bender zurück, das inzwischen zum de-facto unabhängigen Transnistrien gehörte. Dort trat Krasnoselski den Sicherheitskräften Transnistriens bei und machte dort Karriere. 2002 schloss er ein zusätzliches Studium der Rechtswissenschaften an der Transnistrischen Staatlichen Universität ab. 2006 wurde Krasnoselski zum Oberst befördert und hatte eine führende Position im Innenministerium. Zwischen 2007 und 2012 war er Innenminister des De-facto-Regimes, und 2008 erhielt er den Dienstgrad eines Generals. Nach 2012 war er Chef des Sicherheitsdiensts von Sheriff, des größten transnistrischen Unternehmens. Bei der Parlamentswahl 2015 wurde er als Abgeordneter in den Obersten Sowjet, das Parlament Transnistriens, gewählt. Seit dem 23. Dezember 2015 war er Parlamentspräsident. Aus der transnistrischen Präsidentschaftswahl ging er im Dezember 2016 als klarer Sieger hervor und wurde in Nachfolge von Jewgeni Schewtschuk Präsident Transnistriens. Er wurde 2021 bei nur einem Gegenkandidaten mit 35 % Wahlbeteiligung wiedergewählt.

## Familie
Wadim Krasnoselski ist verheiratet und Vater eines Sohnes und zweier Töchter.